# Octinodes plumosus
Octinodes plumosus is een keversoort uit de familie van de kniptorren (Elateridae). De wetenschappelijke naam van de soort werd in 1878 gepubliceerd door Ernest Candèze.